# Ho sbagliato secolo
Ho sbagliato secolo è il diciannovesimo album di Drupi, pubblicato nel 2013.
Si tratta del primo album doppio pubblicato dal cantante pavese; nel primo disco sono presenti undici brani inediti, tra cui quello che dà il titolo all'album, mentre nel secondo sono presenti undici fra i brani più noti del cantante.
Nel booklet, all'interno del CD, è presente un disegno di Giovanni Ticci che ritrae Tex Willer in compagnia di un Drupi abbigliato da indiano e che accompagna il brano La storia di Gianluigi B. dedicato al creatore di Tex Gianluigi Bonelli.

## Tracce
Disco 1
1. L'ultimo tango – 3:42 (V. Negri-Drupi)
2. Queste ossa – 4:26 (V. Negri-Drupi)
3. Ho sbagliato secolo – 3:47 (Drupi-Dorina Dato)
4. Tutto quello che ho – 4:12 (Drupi-D. Dato)
5. La foresta – 4:18 (V. Negri-V. Negri)
6. La storia di Gianluigi B. – 4:46 (Drupi-D. Dato)
7. Ti porterò – 3:34 (V. Negri-V. Negri)
8. Cosa c'è – 2:45 (Drupi-D. Dato)
9. Vieni a prendermi – 3:57 (V. Dal Boni-A. De Togni)
10. La vita va – 3:27 (Drupi-D. Dato)
11. Niente più scuse – 3:38 (Drupi-D. Dato)

Disco 2
1. E finalmente canto – 3:54 (Drupi-D. Dato (con Tacjana Gacka)
2. Rimani – 4:19 (Enrico Riccardi-Luigi Albertelli)
3. Vado via – 4:44 (E. Riccardi-L. Albertelli)
4. Parla con me – 4:40 (Drupi-D. Dato)
5. Era bella davvero – 4:11 (Dario Farina-Oscar Avogadro-Paolo Amerigo Cassella)
6. Regalami un sorriso – 3:30 (Franco Fasano-Adelio Cogliati-Drupi)
7. Soli – 4:05 (Gianni Belleno-Vittorio De Scalzi-Drupi)
8. Sereno è – 4:42 (E. Riccardi-L. Albertelli)
9. Sambariò – 4:13 (E. Riccardi-L. Albertelli)
10. Ma io rinascerò – 4:29 (Drupi-D. Dato)
11. Piccola e fragile – 5:34 (E. Riccardi-L. Albertelli)

## Musicisti
- DISCO 1:
- Drupi: voce
- Eros Cristiani: tastiera, programmazione, pianoforte, fisarmonica
- Stefano Bollani: pianoforte in Niente più scuse
- Nicola Oliva: chitarra
- Eric Cisbani: batteria
- Lucio Enrico Fasino: basso
- Elvezio Fortunato: chitarra
- Raffaele Rebaudengo: viola
- Stefano Zeni: violino
- Andres Villani: fiati
- Valentino Negri, Dorina Dato: cori
- Archi: Gnu Quartet
- Arrangiamenti: Eros Cristiani